# ファイン航空101便墜落事故
ファイン航空101便墜落事故（英語：Fine Air Flight 101）は、1997年8月7日に発生した航空事故。
マイアミ国際空港発ラス・アメリカス国際空港行のファイン航空101便（ダグラス DC-8-61F）がマイアミ国際空港を離陸直後に墜落し、乗員乗客4人全員と地上の1人が死亡した。
原因は貨物を不適切に積載した結果、機体の重心が後方に寄り過ぎて操縦不能に陥ったためであった。

## 事故機
事故機のダグラス DC-8-61F（N27UA）は、4基のプラット・アンド・ホイットニーJT3D-3Bエンジンを搭載しており、1968年にイースタン航空でN8773として初飛行後、1971年に日本航空にリースされ、1972年に正式にJALが購入し、1986年11月20日までJA8058として運用。JAL退役後に貨物機に改造され、事故までに46,825時間、41,688サイクルを飛行していた。

## 事故の経緯
101便は当初は別のDC-8（N30UA、元日本航空JA8060）で運行し、マイアミ国際空港を午前9時15分に出発する予定だった。しかし、N30UAがマイアミに到着するのが遅れたため、機材をN27UAに変更し、出発時刻を午後12時00分に変更した。ところが、N30UAとN27UAでは積載できる貨物量に違いがあったため、貨物が1,000ポンド減らされることとなった。N27UAはプエルトリコから9時31分にマイアミに到着し、ファイン航空のハンガーランプに駐機した。この便はファイン航空からメキシコの航空会社であるアエロマールにウエットリースされたものであった。積み込み作業はアエロマールが行い、10時30分から12時06分まで行われた。このため、N27UAの重心位置が許容される重心の後方限界に近いか、それよりも後方になった。101便は12時33分に滑走路27Rまでのタキシングを許可され、その1分後の12時34分に離陸を許可された。

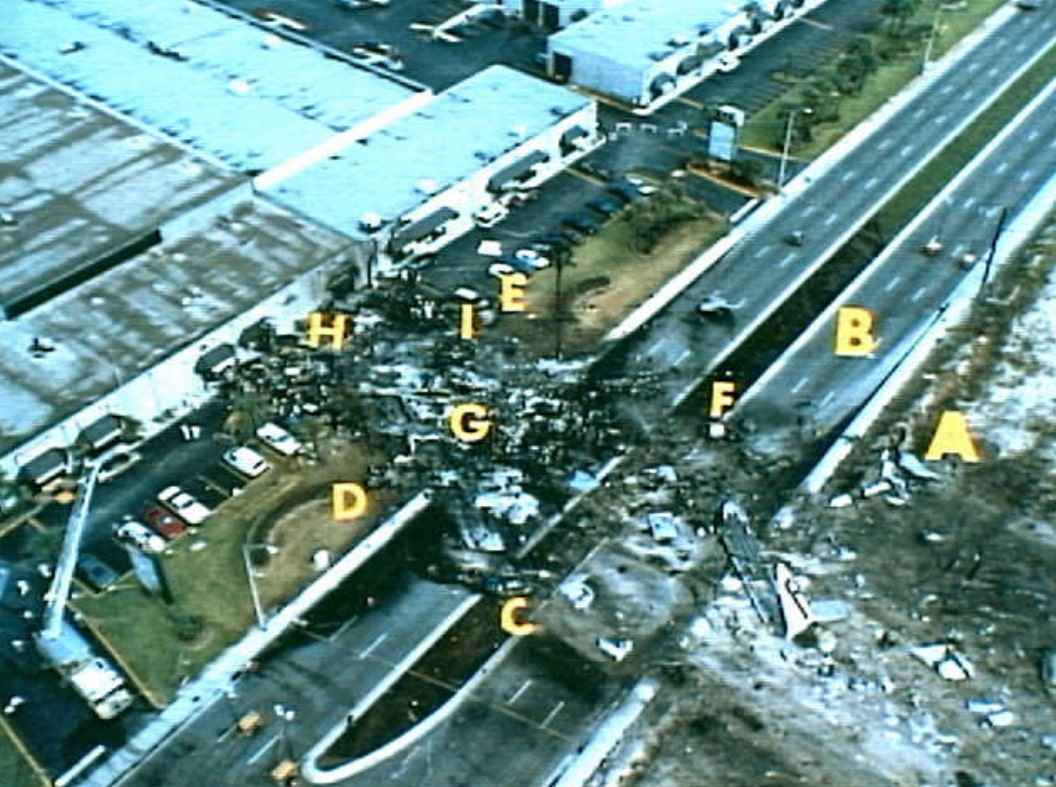
墜落現場の空撮写真

101便は離陸滑走を開始し、80ノットで昇降舵の確認を行った。14秒後に大きな音が聞こえ、V1のコール直後にも大きな音がした。その2秒後に150ノット (280 km/h)で101便は離陸した。しかし、離陸直後に機首の角度が大きく上がり始め、失速した。パイロットは一時的に失速から機体を回復させ、着陸装置を格納した。ところが、格納後に再び機首が急激に上がり、パイロットはコントロールを失った。機体は右翼が下がった姿勢で尾部から地面に激突して炎に包まれた。機体の残骸はノースウエスト72nd通りを横切り、28番通りにある国際空港センター（International Airport Center）で停止した。

## 事故原因

墜落現場

国家運輸安全委員会（NTSB）が事故調査を行った。初期調査では貨物が荷崩れを起こしたか、後方に重心がよったこと可能性が示唆された。
機材変更に伴いファイン航空のマネージャーはアエロマールの担当者に貨物の積載を変更するように指示した。担当者は変更することを確認したが、アエロマールの運航マネージャーはこの事を知らなかった。ファイン航空のウィリアム・ムニョスはパイロットが好んで機体の重心を意図的に後方に寄せたと話した。
NTSBはファイン航空とアエロマールに事故の責任があると述べた。貨物の積載担当者が許可を得ずに貨物の積込を変更したことで飛行機の重心がより後方になった。また、重心が通常より後方になったため、スタビライザトリム(水平尾翼角度)を通常通りに設定しても機首が上がりやすくなった。起因する事故で、原因は以下であると決定した。
1. ファイン航空が貨物の積み込みプロセスを管理できなかったこと
2. アエロマールがファイン航空の指定に従って貨物を積載できなかったこと

## 事故後
ファイン航空は101便の事故の前日、IPO（新規株式公開）を実施してNASDAQに上場しており、IPOで調達した資金で新機材を購入してヨーロッパ線を運航する計画を立てていたが、事故を受けてIPOを取り消し、調達した1億2350万ドル全額を投資家に返金した。また、9月5日には自主的に運航を停止したが、翌10月に政府から運航再開許可を得て運航を再開した。
その後、ファイン航空は1998年7月にアロー航空を買収したものの、燃料価格の高騰や財務上の問題を抱え、債務再編に失敗したことで2000年9月に連邦倒産法第11章の適用を受けて経営破綻し、2002年にアロー航空に吸収されたことで消滅した。

## 映像化
- メーデー!:航空機事故の真実と真相 第17シーズン第5話「Deadly Pitch」
- メーデー！番外編：惨劇の全貌 2 「 危険な積み荷 (原題: Perilous Payloads) 」